# NGC 2205
NGC 2205 este o galaxie lenticulară situată în constelația Pictorul. A fost descoperită în 9 decembrie 1836 de către John Herschel. Se află la o distanță de 76,56 de megaparseci de Pământ.